# Monte Adone
Il monte Adone è una montagna situata nel medio Appennino bolognese e compresa nell'estrema parte sud-orientale del territorio comunale di Sasso Marconi. Composto da arenarie plioceniche, il monte Adone è caratterizzato da una vegetazione formata da aride praterie (xerobrometi) e da rade specie legnose mediterranee (leccio, alaterno). La vetta del monte Adone (precisamente 654,44 metri sul livello del mare) è raggiungibile dall'abitato di Brento, una frazione  del comune di Monzuno, che sorge sulle sue pendici orientali; su di essa sono situate alcune attrazioni naturalistiche e panoramiche come le due Grotte delle Fate, la Grotticella e il Cunicolo Pozzo. Dal monte Adone hanno inoltre origine alcuni ruscelli, il più importante dei quali è il rio  Favale, il principale affluente del torrente Savena.
Il monte Adone è noto essere perforato da una galleria ferroviaria della direttissima Bologna-Firenze. Questa galleria, denominata appunto "Monte Adone", è lunga 7135 metri: essa inizia nei pressi di Pianoro, nella valle del Savena, e finisce presso Vado, frazione del comune di Monzuno, nella valle del  Setta.